# تیلت‌جت

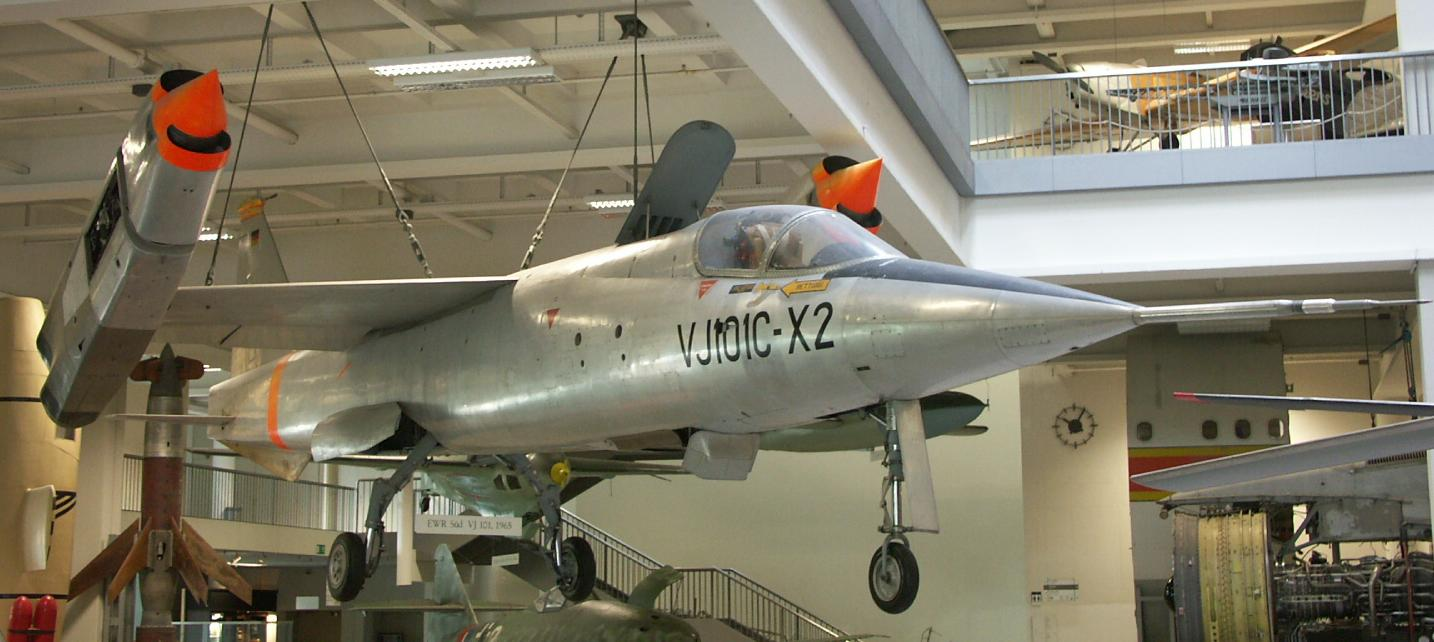
یک EWR VJ 101 به نماش گذاشته شده در موزه، یک جنگنده آزمایشی تیلت‌جت

تیلت جت (به انگلیسی: Tiltjet) یک پیکربندی پیشرانه برای هواگردها است که از لحاظ تاریخی برای جنگنده‌های با قابلیت برخاست و فرود عمودی (VTOL) آزمایش شده‌است.
پیکربندی تیلت‌جت، در مفهوم، به‌طور گسترده‌ای شبیه به تیلت‌روتور است. در حالی که تیلت‌روتور از ملخ‌های قابل چرخش استفاده می‌کند، تیلت‌جت از موتورهای جت استفاده می‌کند که قادر به حرکت در زاوایای مختلف برای جهت دادن به نیروی پیشرانه در حالت‌های عمودی و افقی است.این پیکربندی فقط برای برخی هواپیماهای آزمایشی مورد استفاده قرار گرفت، زیرا پیکربندی‌های دیگر برای هواپیماهای VTOL به جای آن دنبال شد.

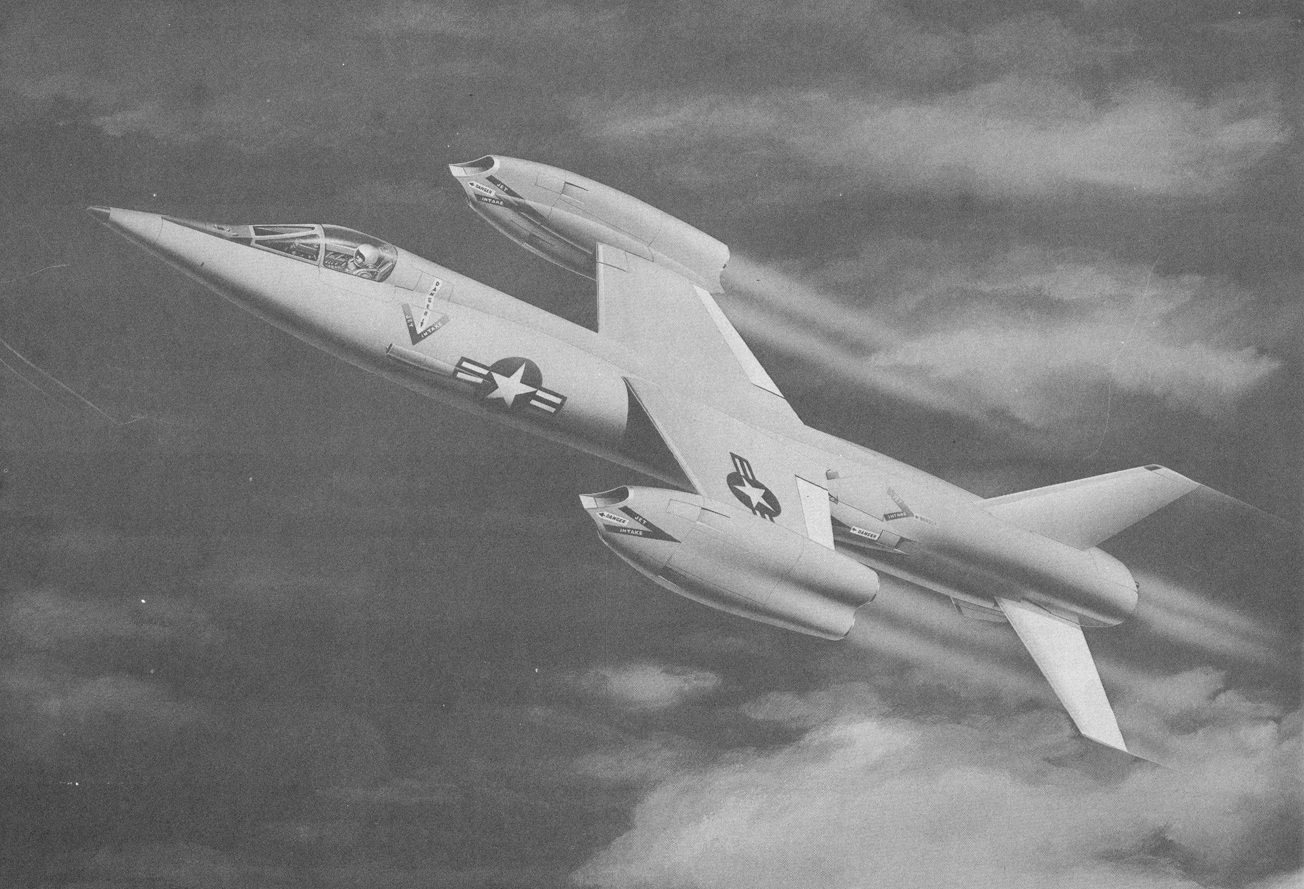
طرح هنری از یک بل ایکس‌اف-۱۰۹ در حال پرواز

### کتابشناسی - فهرست کتب
- Hirschel, Ernst Heinrich. , Horst Prem and Gero Madelung. Aeronautical Research in Germany: From Lilienthal until Today. Springer Science & Business Media, 2012. شابک ‎۳−۶۴۲−۱۸۴۸۴−۷.